# پایداری سامانه خورشیدی
پایداری سامانه خورشیدی موضوعی است که در اخترشناسی مورد بحث و بررسی بسیاری بوده‌است. هرچند که از هنگام مشاهدهٔ تاریخی این سیاره‌ها پایدار بوده‌اند و در کوتاه مدت نیز این ثبوت را خواهند داشت، اما اثر گرانشی ضعیف آن‌ها بر یکدیگر می‌تواند از راه‌های غیرقابل پیش‌بینی جمع شود. به همین دلیل (در میان سایر موارد) سامانهٔ خورشیدی سامانه‌ای پرهرج‌ومرج و
از نظر فنی شامل نظریهٔ ریاضی آشوب است، و حتی دقیق‌ترین مدل‌های بلندمدت برای حرکت مداری سامانهٔ خورشیدی بیش از چند دهٔ میلیون ساله معتبر نیستند.
از دیدگاه بشری منظومهٔ شمسی سامانه‌ای پایدار است و فراتر از آن، با توجه به این که بسیار بعید است هیچ‌یک از سیاره‌ها با یکدیگر برخورد کنند یا در چند میلیارد سال آینده از این سیستم خارج شوند، مدار زمین نسبتاً پایدار خواهد بود.
از زمان مطرح شدن قانون گرانش عمومی نیوتن (۱۶۸۷)، ریاضیدانان و اخترشناسانی مانند: (پیر سیمون لاپلاس، ژوزف-لوئی لاگرانژ، کارل فردریش گاوس، هانری پوانکاره، آندری کلموگروف، ولادیمیر آرنولد و یورگن موزر) به دنبال شواهدی برای ثبات پایداری حرکت‌های سیاره‌ای بوده‌اند. این تلاش‌ها منجر به بسیاری از تحولات ریاضی و چندین «اثبات» پی‌درپی از ثبات سامانهٔ خورشیدی شد.

## نگاه کلی و چالش‌ها
در درازمدت دگرگونی‌هایی در مدارهای سیاره‌ها می‌تواند رخ دهد. مدل‌سازی سامانهٔ خورشیدی موردی از مسئلهٔ (n) جسم در فیزیک است که با نبودن ارقام برای مدل‌سازی مسئله‌ای غیرقابل حل است.

### رزنانس
رزنانس مداری هنگامی پیش می‌آید که تناوب مداری دو جرم در یک سامانه با هم یک نسبت عددی صحیح داشته‌باشد. برای هر عضو منظومه اساسی‌ترین دوره، دورهٔ مداری آن است و پدیدهٔ رزنانس مداری در سامانهٔ خورشیدی بسیار فراگیر است. در سال ۱۸۶۷، اخترشناس اهل آمریکا دانیل کرک‌وود دریافت که توزیع سیارک‌ها در کمربند اصلی سیارک‌ها به‌طور تصادفی شکل نگرفته‌است. در مکان‌هایی که مطابق با رزنانس‌های مشتری است، شکاف‌های مشخصی در کمربند وجود داشت. به عنوان مثال، هیچ سیارکی در رزونانس ۳: ۱ - فاصله ۲٫۵ AU - یا در رزونانس ۲: ۱ در ۳٫۳ AU وجود نداشت (AU واحد نجومی یا اساساً فاصلهٔ خورشید تا زمین است). این موارد اکنون به شکاف‌های کرک‌وود معروف هستند. برخی از سیارک‌ها برای چرخش در این شکاف کشف شدند، اما مدار آنها ناپایدار است و در نهایت به دلیل برخورد نزدیک با یک سیاره بزرگ، از رزنانس خارج می‌شوند.
شکل متداول دیگر رزنانس در سامانهٔ خورشیدی، قفل گرانشی (رزونانس مدار چرخشی) است، جایی که دوره چرخش (زمانی که برای یک بار چرخش دور محور خود سیاره یا قمر طول می‌کشد) یک رابطهٔ عددی ساده با دورهٔ مداری آن دارد. برای مثال ماه که در رزنانس مداری چرخشی ۱: ۱ با زمین قرار دارد سمت دور آن همیشه از زمین دور می‌ماند. سیارهٔ عطارد در رزونانس مدار چرخشی ۳: ۲ با خورشید قرار دارد.

### قابلیت پیش‌بینی
مدار سیاره‌ها در دراز مدت دچار آشفتگی می‌شوند، در مجموع همهٔ سامانهٔ خورشیدی دارای پیش‌بینی‌پذیری زمان لیاپانوف حدود ۲ تا ۲۳۰ میلیون سال است.